# SB2A (航空機)
SB2A バッカニア
A-34 バミューダ
飛行するSB2A-4 462-860号機
(1942年撮影)
- 用途：急降下爆撃機、偵察機、標的曳航機、
練習機
- 分類：艦上爆撃機
- 設計者：デイトン・ブラウン
- 製造者：ブルースター・エアロノーティカル社
- 運用者

  -  アメリカ合衆国
    -  アメリカ海軍
    -  アメリカ海兵隊
    -  アメリカ陸軍航空軍

  -  イギリス
    -  イギリス海軍
    -  イギリス空軍

  -  カナダ
    -  カナダ空軍

  -  オランダ（予定）
- 初飛行：1941年6月17日
- 生産数：1,052機 / 771機（実引渡分）
- 生産開始：1942年
- 運用開始：1944年
- 退役

  - 1944年（アメリカ陸軍航空軍）
  - 1945年（アメリカ海軍）
- 運用状況：退役

SB2A バッカニア（Brewster SB2A Buccaneer）は、ブルースター社が開発し、第二次世界大戦初期にアメリカ海軍等で運用された艦上爆撃機（急降下爆撃機）である。アメリカ陸軍でも採用され、陸軍での制式名称はA-34 バミューダ（Brewster A34 Bermuda）。
米海軍による愛称の「バッカニア (Buccaneer)」は、17世紀のカリブ海でスペイン船籍の船を襲撃していた私掠船団（海賊）の意で、米陸軍やイギリス軍での愛称の「バミューダ (Bermuda)」は、北大西洋にあるバミューダ諸島のことである。

## 概要
アメリカ海軍の航空母艦航空隊向けの艦上爆撃機として、単葉・全金属製の急降下爆撃機として開発された機体で、アメリカ海軍、海兵隊の他アメリカ陸軍航空軍（陸軍航空隊）でもA-34として採用された。アメリカの他、イギリスとカナダでも採用され、当初はオランダでも採用予定だったが、開発・製造元のブルースター社の規模に絡む諸問題により生産が大幅に遅延して実戦部隊への納入が遅れ、量産機は実戦投入前に旧式化してしまい、オランダは納入が遅れている間にドイツに降伏してしまった為、オランダ輸出予定分も米国海軍に引き取られ、アメリカ陸軍は発注を取り消した。
採用試験で高性能を示した試作機に比べ、量産機は性能が芳しくなかった為、英国に供給されたものも含め、実戦に用いられることなく訓練や標的曳航、一部の機体は地上教材としてのみ利用され、最終的に1945年の初めには大半がスクラップとして処分された。
SB2Aはブルースター社の次作であるXA-32が採用されず、試作段階で開発終了となった為、ブルースター社が自社で開発と生産を行い、制式採用を受けた最後の航空機となった。

## 開発・生産
アメリカ海軍は1938年、新型艦上偵察爆撃機に関する要求をまとめ、国内各社に提示した。ブルースター社はこれに応えB-340(Brewster Model 340の略)の社内名称を付けた設計案を提出、前作SBA (SBN)の性能が高かったこともあり、1939年4月4日、海軍当局はB-340を採用した。

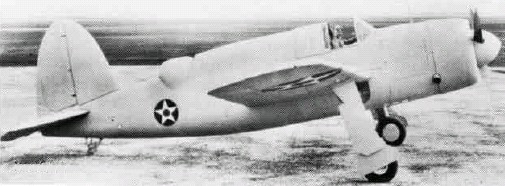
試作型 XSB2A-1

B-340の細部を改修した試作機は1940年12月24日にXSB2Aの名称で発注された。試作機は1941年6月17日に初飛行し、前作SBA（SBN）を上回る性能を示し、これを受けてSB2Aとして制式化された。アメリカ海軍の他、アメリカ陸軍にも対日開戦によって不足している航空戦力を急遽増強するため、1942年2月に急降下爆撃機として採用され、A-34の制式名称が与えられた。
イギリス空軍からは750機、さらにイギリス海軍でも艦上爆撃機として4機、標的曳航機として1機を導入して評価テストが行われたが、採用はなされなかった。オーストラリア空軍では1941年に240機を発注し、同年中にまず11機が引き渡される予定であったが、生産の遅延と量産機への低評価から、1941年11月には発注がキャンセルされている。カナダ空軍でも3機を試験用に発注した。なお、イギリスおよびカナダ軍では本機は'バミューダ（Bermuda）と命名された。
この他オランダより東インド軍航空隊(英語版)向けに162機の発注があった。
これらアメリカ海軍への制式採用とイギリス及びオランダからの発注を受け、ブルースター社では量産型への改修作業と本格的な生産の準備に入ったが、試作機から量産型に改修するにあたり爆弾搭載量を500ポンドから1,000ポンドに倍増、固定武装を強化して装甲を改良・強化したことにより全体的に大型化し、機体重量は3,000ポンド（約1,361kg）以上も増加した。これに対処するために動力銃座を廃止するなどして重量軽減と空力性能の向上に務めたが、総重量に対してエンジンの出力が不足していることは解消できず、量産機は試作機に比べて大幅に性能が低下する結果となった。
会社の規模が小さいために工場の規模も小さかったブルースター社は、本機の大量受注に成功したことに対応するため、生産能力を拡充すべく、大規模な新工場の建設を進めたが、アメリカの第二次世界大戦への参戦を見越して大手航空機メーカーがのきなみ工場を増設・拡張したために、小規模企業であるブルースター社は工場用地の獲得に難渋し、1941年にようやくペンシルベニア州ウォーミンスターに用地が確保された新工場の完成は大幅に遅れる結果になった。更に、急激に航空工の需要が増大したために工員の確保にも苦労し、資本力が小さいため好条件を提示できないブルースター社では技量の高い工員を確保できず、これらの問題から生産は遅延し、イギリス向けの最初の生産機が完成したのは1942年6月のことであった。オランダ向けの生産機は生産が遅延しているうちにオランダが降服してしまったため、1943年8月にアメリカ海兵隊航空隊向けの練習機、SB2A-4として完成して納入された。
SB2Aは英国に供給されたものも含め、各型合わせて総計771機が引き渡された。大戦末期には生産されたものの納入されない機体が多数存在し、それらは工場の生産ラインからロールアウト後そのままスクラップとされた。ブルースター社では引き渡されなかったものを含めると1,052機を製造した。

## 運用
SB2Aはアメリカ海兵隊初の夜間戦闘機部隊で訓練機として使用されたことを始め、練習機としてのみ運用されたが、練習機としても強度不足など幾つかの問題点を指摘され、以後はアメリカ軍、英連邦軍共に標的曳航機もしくは地上教材としてのみ使用された。
前述のように生産が遅れに遅れたため、主発注者のアメリカ海軍に生産機が全て納入されたのは、契約から実に1年半以上経過した1944年5月である。この時には既にカーチス社の生産したSB2Cが大量に生産されて納入されており、SB2Aの必要性は全くなくなっていた。イギリス軍および英連邦軍においても既に一世代旧式のバミューダを急降下爆撃機として使う必要性はなく、引き渡された機体はすべて訓練用とされたが、それらの用途にしても既存の機体が十分な数あり、実際にはほとんど使われなかった。
アメリカ陸軍向けの機体はまずはイギリス向けのレンドリース生産分を納入変更する形で引き渡され、次いで陸軍向けの機体の生産も開始されたが、生産が本格的に始まる直前に発注が取り消されて、陸軍向け発注分は改めてイギリス向けのレンドリース品として発注が切り替えられた。しかしこれはイギリスでは採用されなかったため、既に生産されてしまった機体はアメリカ陸軍が引き取った。アメリカ陸軍航空隊においてもやはり「性能面で問題がある」とされ、実戦機としても練習機としても使用されず、地上教材および予備機としてのみ使用され、1944年には運用を終了した。
アメリカ軍およびイギリス軍に納入されたSB2Aは1945年の初頭には大半がスクラップとして処分された。

## 評価
SB2Aは練習機・訓練支援機としてのみ用いられ、実戦で使用されなかったため、実戦機としての評価はない。
試作機の性能は高かったものの、量産型への改修で大幅に性能が低下しており、同じ要求仕様に応募して競作機となったXSB2C（SB2C ヘルダイヴァー）に比べ最大兵装搭載量が半分しかなく、最高速度・航続距離共に見劣りしており、仮に実戦配備されても高い評価は得られなかったであろうと推測される。練習機としても、エンジンの馬力不足から来る機動性の不足、更には剛性や安定性が不足しているため、技量の未熟な訓練生の扱う機体としては不適格であることが指摘され、以後は標的曳航機として使用された。
しかし、本機の競作機であったSB2Cも、大量生産されて前線に配備されたにもかかわらず、試作機から量産機に変更するにあたって強引な設計変更を行ったために安定性が大幅に低下、操縦性や離着艦性能に問題を生じ、操縦士たちから「“SB2C”とは“Son of a Bitch 2nd Class”（二流のロクデナシ、の意）の略だ」と呼ばれるなど、実用機としては問題が多く、SB2Cに比べて本機の航空機としての性能は特段に低いものではなかった。SB2Aが実戦で活躍できなかった原因は、ひとえに製造メーカーの生産能力の乏しさによる生産／配備遅延によるものである。
航空機評論家の岡部いさくは、「岡部ださく」名義で執筆した著書、『世界の駄っ作機 1』の中で「アメリカ海軍なら、バッカニアでも日本軍に勝っていただろう」「世が世であれば（中略）エセックス級空母に積まれて日本の戦艦を沈めまくったのかもしれない」と評している。
ブルースター社は次に手がけたアメリカ陸軍向けの機体であるXA-32の開発に失敗し、以降はF3Aコルセアの生産に専念したが、これも大幅に生産が遅延して問題となり、F3Aの生産終了後にアメリカ海軍からの援助が打ち切られ、1946年に倒産した。

## 各型
XSB2A-1
社内名称 Model 340-7。試作型。1機製作。
SB2A-2 バッカニア
社内名称 Model 340-20。武装等を改修した初期量産型。主翼の折り畳み機構が装備されていない地上型。80機生産。
SB2A-3
社内名称 Model 340-26。主翼の折り畳み機構と着艦フックを装備した艦上機型。60機生産。
SB2A-4
社内名称 Model 340-17。オランダ空軍向け生産型。オランダの降伏により米海兵隊向けとして納入される。162機生産。
A-34
アメリカ陸軍向け地上型。192機が発注されたが、本格生産開始前に発注は取り消され、イギリス向けレンドリースに切り替えられたものの、A-34としては実際の生産はなされなかった。アメリカ陸軍においては108機が“A-34”として装備されたが、全て本来はイギリス向けのバミューダ Mk.1（社内名称 Model 340-14）として生産された機体である。
R340
A-34のうちイギリス軍向け地上教材として転用されたもの。1機が生産された段階で発注がキャンセルされたため、アメリカ陸軍に納入されて地上教材として使用された。後年発掘され修復されて博物館でSB2Aとして展示されている（後述「#現存機」の項参照）。
バミューダ Mk.1
社内名称 Model 340-14。イギリス軍向け生産型。750機が発注されたが、実際に生産されて引き渡された機体は468機に留まる。うち3機がカナダ空軍に引き渡され、評価試験後に1機が地上教材として使用された。

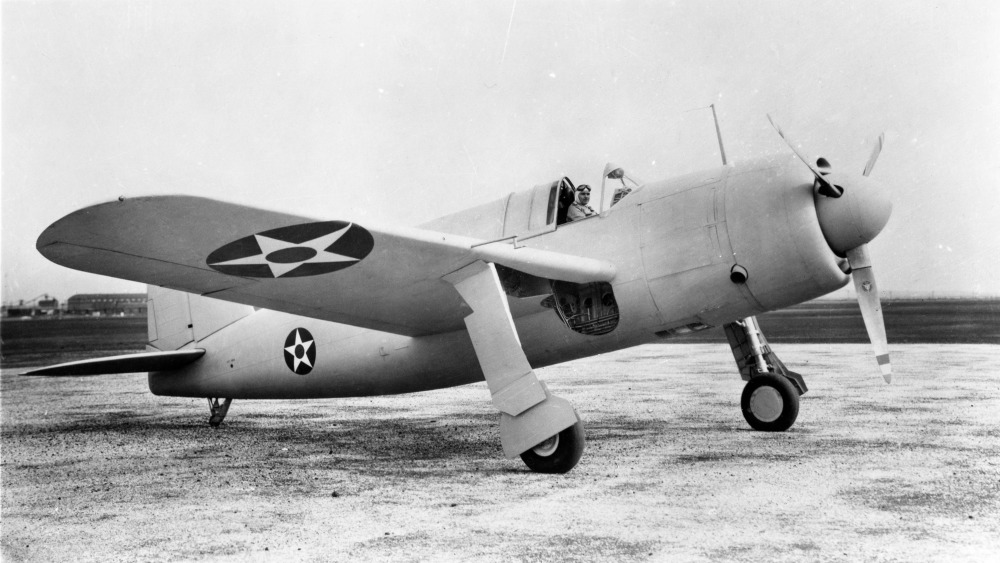
XSB2A-1
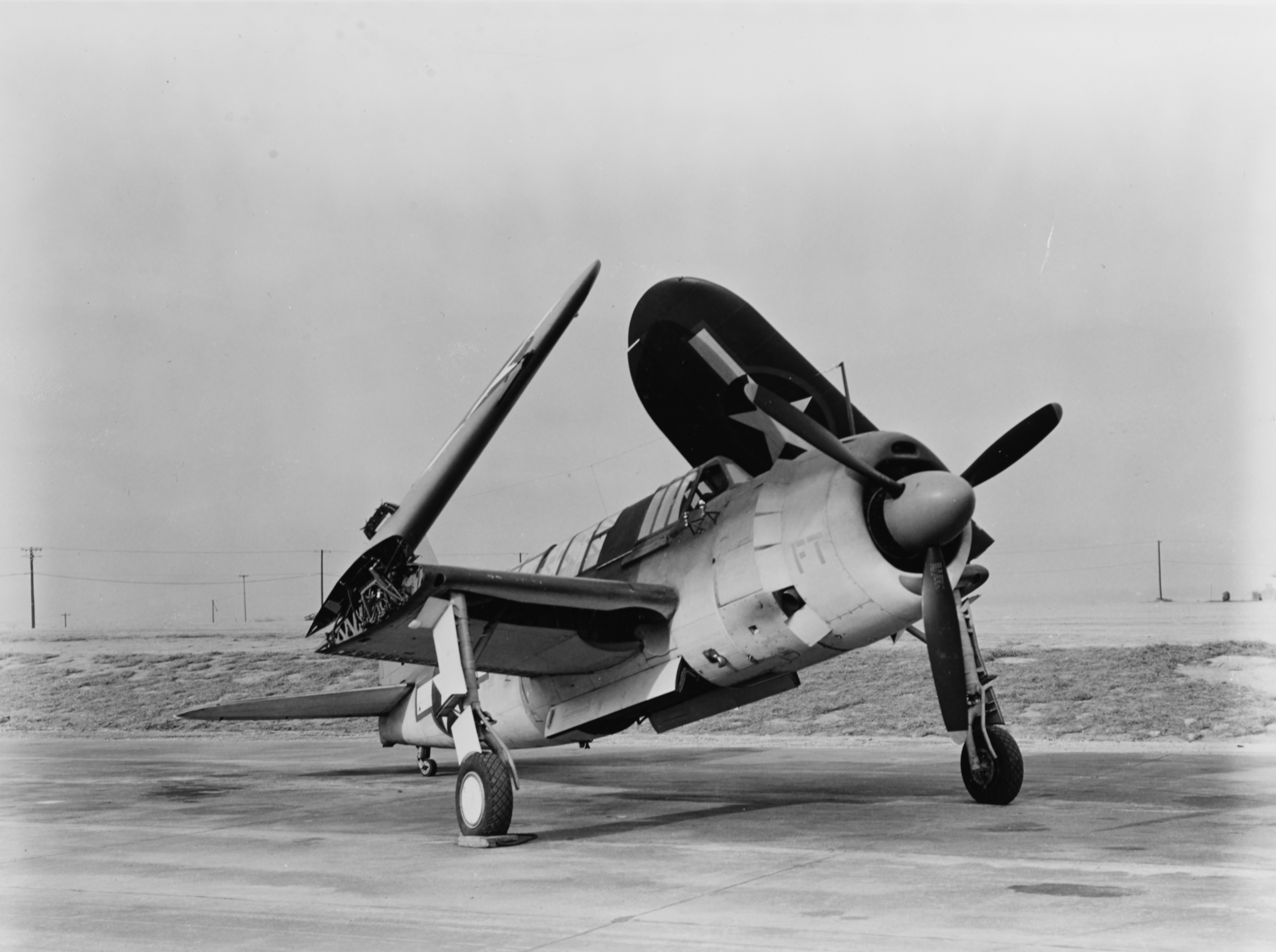
SB2A-3 主翼を折り畳んだ状態
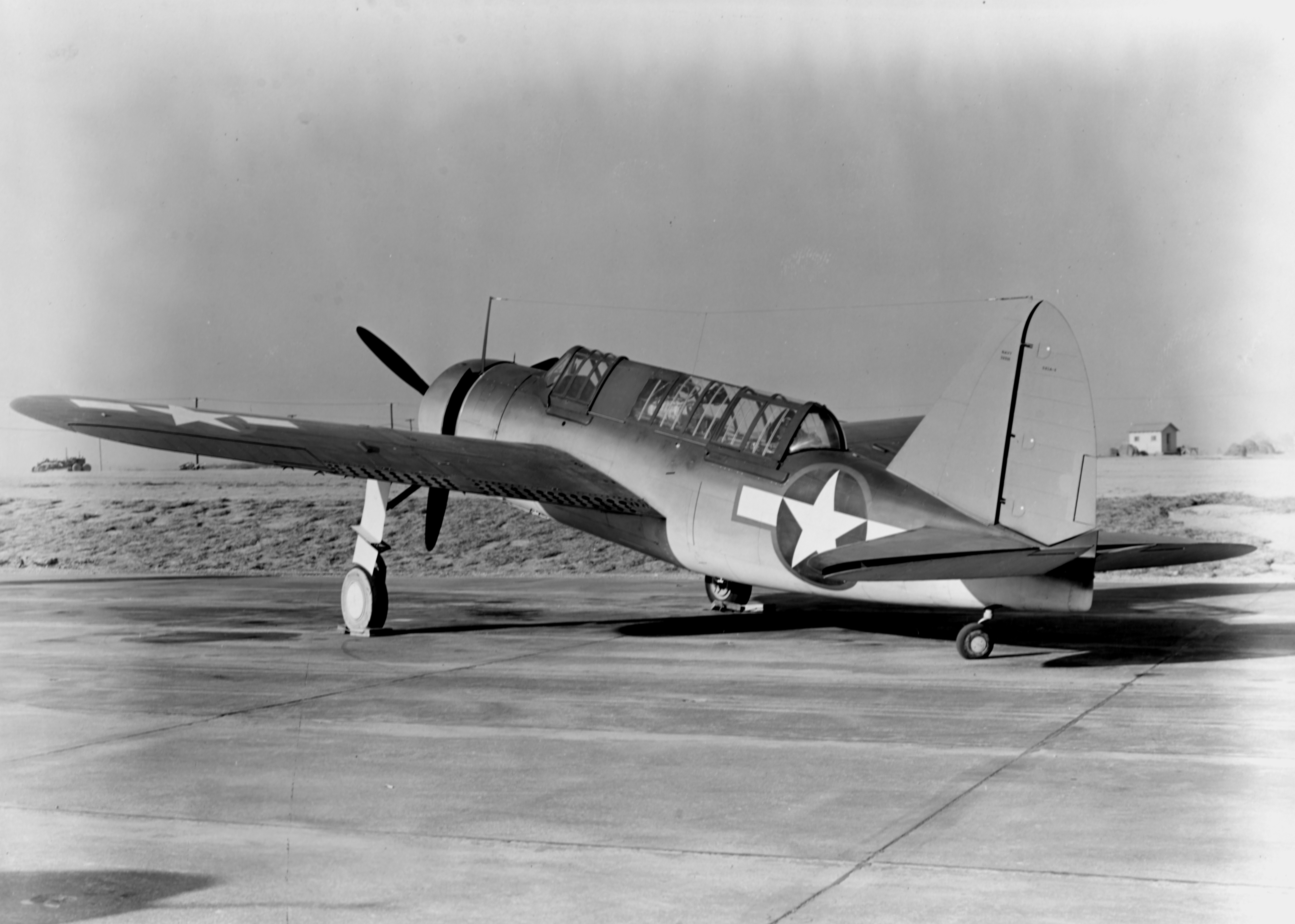
SB2A-4
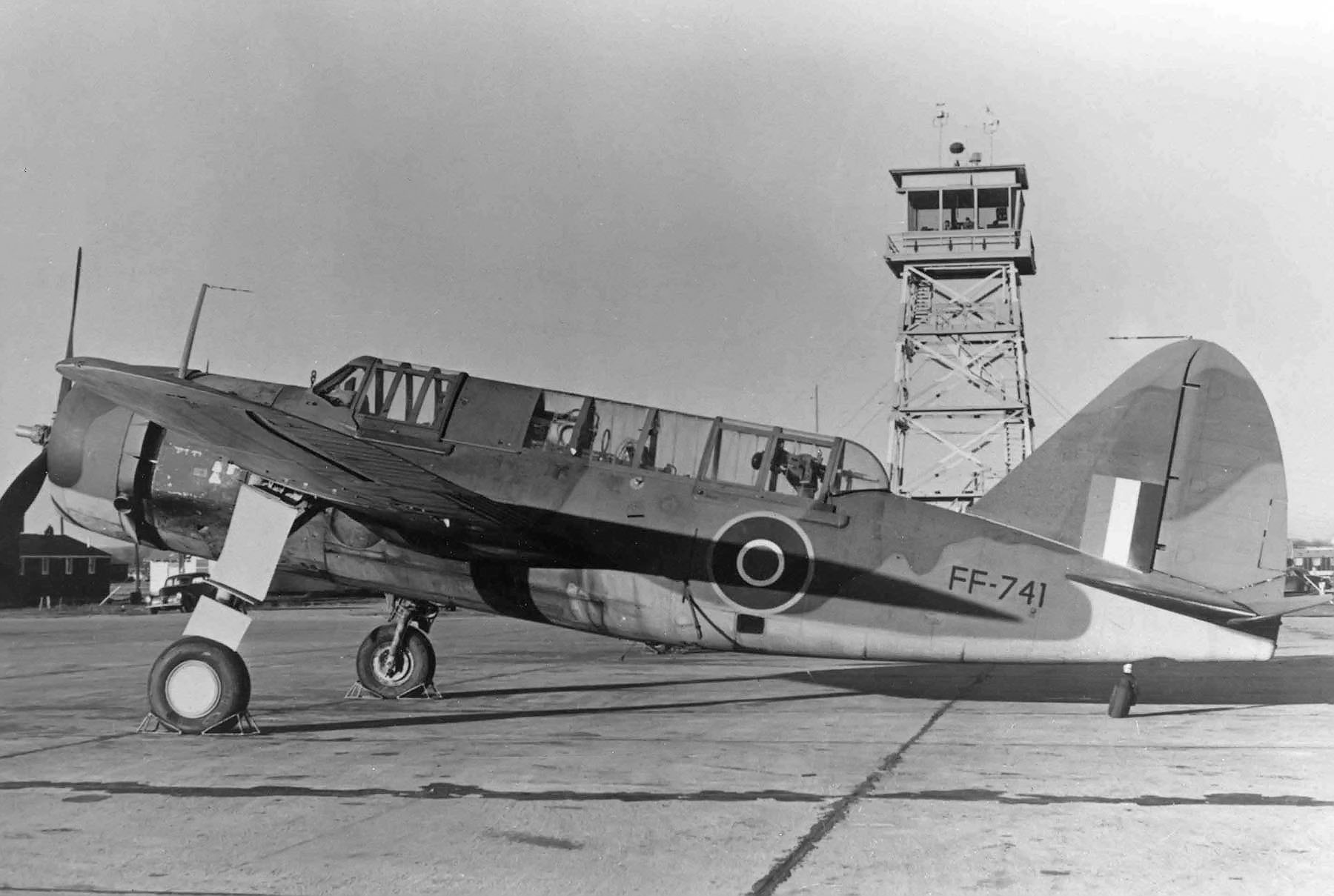
バミューダMk.I

## 諸元
SB2A-2
- 全長：11.94 m
- 全幅：14.33 m
- 全高：4.70 m
- 全備重量：5,754 kg
- エンジン：ライト R-2600-8 空冷星型14気筒 1,700hp×1
- 最大速度：441 km/h
- 実用上限高度：7,590 m
- 航続距離：1,160 km
- 武装
  - 爆弾 最大 1,000ポンド（452 kg）
  - .30 AN/M2 7.62mm機関銃 4門（左右翼内単装 x2、後部手動銃座 連装 x1）
  - .50 AN/M2 12.7mm機関銃 2門（機首上面単装 x2）
- 乗員 2名

## 現存する機体
| 型名             | 番号          | 機体写真    | 所在地              | 所有者             | 公開状況 | 状態     | 備考     |
| ---------------- | ------------- | ----------- | ------------------- | ------------------ | -------- | -------- | -------- |
| A-34 R360 (SB2A) | 462-860 FF860 |             | アメリカ フロリダ州 | 国立海軍航空博物館 | 公開     | 静態展示 | [ 注 8 ] |
| バミューダ Mk.I  | FF506         | 写真        | アメリカ アリゾナ州 | ピマ航空宇宙博物館 | 公開     | 保管中   |          |
| 不明             | 不明          | 写真1 写真2 | アメリカ テネシー州 | タラホーマ地域空港 | 公開     | 静態展示 |          |